# Kanton Plélo
 Plélo  is een kanton van het Franse departement Côtes-d'Armor. Het kanton maakt deel uit van de arrondissementen Saint-Brieuc (17) en Guingamp (5)

In 2020 telde het 26.039 inwoners.

Het kanton werd gevormd ingevolge het decreet van 13 februari 2014 met uitwerking op 22 maart 2015, met  Plélo als hoofdplaats.

## Gemeenten
Het kanton omvatte 23 gemeenten bij zijn vorming.
Op 1 januari 2019 werden de gemeenten Châtelaudren en Plouagat samengevoegd tot de fusiegemeente (commune nouvelle) Châtelaudren-Plouagat.
Sindsdien omvat het kanton volgende 22 gemeenten:
- Boqueho
- Bringolo
- Châtelaudren-Plouagat
- Saint-Donan
- Le Fœil
- La Harmoye
- Lanfains
- Lanrodec
- Le Leslay
- Plaine-Haute
- Plélo
- Plerneuf
- Plouvara
- Quintin
- Saint-Bihy
- Saint-Brandan
- Saint-Fiacre
- Saint-Gildas
- Saint-Jean-Kerdaniel
- Saint-Péver
- Trégomeur
- Le Vieux-Bourg